# John Oxenham
John Oxenham (1536 - Lima, 30 de septiembre de 1580) fue un corsario inglés, lugarteniente de Francis Drake, que armó en la Jamaica inglesa (actual Jamaica) una embarcación con 85 hombres y desembarcó en uno de los puertos de la ensenada del Darién, sobre el Océano Atlántico, actual provincia del mismo nombre en el estado de Panamá.
Aunque en calidad de lugarteniente ya había acompañado a Drake años atrás en el asalto a Nombre de Dios y en las correrías por el Chagres y el Camino de Cruces, merecen mención especial las depredaciones que en las costas del Pacífico de Panamá llevó a cabo entre 1576 y 1578. En 1573, John Oxenham intentaba encontrar en los bosques algunos negros fugitivos y usarlos para que lo llevasen a su destino. Establecido en el Darién no solo asoló por el litoral atlántico, sino que, a principios de 1577, con la colaboración de los cimarrones de Luis de Mozambique, cruzó hacia el Mar del Sur en una ruta que recuerda la utilizada por Balboa sesenta años atrás. Es decir, partió de Acla aprovechando el curso del río Balsas y otros brazos de agua que desembocan en el Océano Pacífico hasta que alcanzó el Golfo de San Miguel.
Al lado de un río -seguramente el Río Tuira-, construyó un bergantín con el que salió a hacer acciones de corsario por los puertos de las costas del Mar del Sud. Su primera presa fue un navío en el Archipiélago de las Perlas donde obtuvo 60.000 doblones de oro y otros 100.000 pesos, botín con el cual regresó al mismo río, con la intención de cruzar hasta el Mar del Norte -Océano Atlántico-, pero sus tripulantes desistieron del viaje ya que la embarcación no estaba reparada. De modo tal, que tuvo que esconder la embarcación en una choza cubierta de hojas. También construyó pinazas con las que incursionó por las Islas de las Perlas donde profanó la iglesia, saqueó las pesquerías, robó esclavos negros y apresó numerosas embarcaciones. Entre otras, un navío de Quito con más de 4.000 pesos del Rey y otros 50.000 pertenecientes a mercaderes particulares.
El gobernador envió 100 hombres con Juan de Ortega, quien descubrió el bergantín junto con dos ingleses a los que apresó, así como el botín que habían capturado. Al enterarse de esto, el corsario armó a todos su hombres, atacó a Ortega y recuperó el botín. Desistió de atacar a la ciudad de Panamá porque encontró que la guarnición española lo estaba esperando, pero los prisioneros españoles avisaron al gobernador de Tierra Firme, Gabriel de Loarte (1573-1578), sucedido por Juan López de Cepeda (1578) y Pedro Ramírez de Quiñones (1578-1585). El Gobernador ya había despachado a otro contingente que tomó la embarcación y su artillería, obligando a los corsarios a esparcirse por los bosques y montañas donde fueron capturados por un contingente de 200 hombres que el Virrey del Perú, Don Francisco de Toledo, había enviado a tales efectos. Formado el debido proceso, juzgados y condenados, cuatro de los principales caudillos fueron sentenciados a la pena capital, que se ejecutó mediante la pena de horca. A uno de ellos el Tribunal de la Inquisición en América de Lima le aplicó la pena post-mortem de la hoguera, puesto que no se ejecutaba con la persona viva, sino luego de ahorcada o agarrotada. John Oxenham murió en la horca el 30 de septiembre de 1580.